# Lankesteria barteri
Lankesteria barteri là một loài thực vật có hoa trong họ Ô rô. Loài này được Hook. f. mô tả khoa học đầu tiên năm 1865.